# Night Trap
Night Trap è un videogioco sviluppato da Digital Pictures pubblicato nel 1992 per Sega Mega CD. 
Si tratta di uno dei primi esempi di "film interattivo", ovvero un videogioco costituito da video digitalizzati nel quale recitano attori in carne e ossa; fra gli altri appare l'attrice Dana Plato. Convertito negli anni successivi per Sega Mega Drive 32X, 3DO e home computer, per i suoi temi adulti Night Trap è considerato, insieme a Lethal Enforcers, Mortal Kombat e Wolfenstein 3D, uno dei titoli che porteranno alla creazione del metodo di classificazione Entertainment Software Rating Board. Nel 2017 è stata pubblicata una riedizione di Night Trap per PlayStation 4, Xbox One e Microsoft Windows.